# Isabella Vinet
Isabella Vinet (* 30. August 1986 in Freudenstadt) ist eine deutsche Schauspielerin und  Synchronsprecherin.

## Leben
Isabella Vinet absolvierte 2010–2013 eine Schauspielschule und stand bereits Anfang des 2. Semesters für den Kinofilm Die vierte Macht an der Seite von Moritz Bleibtreu vor der Kamera. Seitdem dreht sie regelmäßig für Film- und Fernsehproduktionen.

## Filmographie
- 2011: Call of Beauty (Fernsehfilm)
- 2011: Die vierte Macht
- 2012: Feet in the Mouth
- 2014: Augmented
- 2014: Der Lehrer (Fernsehserie)
- 2014: Gefällt mir
- 2014: Comtesse (Kurzfilm)
- 2014: Marthaler – Die Akte Rosenherz
- 2014: Clays P.O.V. (Fernsehserie)
- 2015: Mila (Fernsehserie)
- 2015: Kartoffelsalat – Nicht fragen!
- 2017: Kelebekler
- 2021: Geheimes Magieaufsichtsamt

## Synchronisation
- 2017–2021: DuckTales (2017) als Roxanna Federkiel
- 2019: Kore wa Zombie Desu ka? als Eucliwood Hellscythe
- 2022–2024: Der Geist und Molly McGee als Andrea Davenport
- seit 2023: Ninjago: Aufstieg der Drachen als Bonzle
- 2024: Venom: The Last Dance als Dr. Sadie Christmas / Lasher für  Clark Backo
- 2025: Assassin’s Creed Shadows, als Wakasa